# Hasanpur (Indie)
Hasanpur (hindi हसनपुर) – miasto w północnych Indiach w stanie Uttar Pradesh, na Nizinie Hindustańskiej.
Populacja miasta w 2001 roku wynosiła 53 340 mieszkańców.